# 郭妃 (後梁末帝)
郭氏，（？－ 943年后），五代十国时人，法名誓正。后梁末帝朱友贞的妃子。
郭氏因美貌出眾，深受朱友貞寵愛，父亲郭归厚在后梁做了登州刺史。923年后梁灭亡时，后梁末帝命皇甫麟将自己杀死。後唐莊宗入汴州皇宫，众妃嫔贵妇一齐号哭跪拜。後唐莊宗欲收纳朱友雍（朱友贞之弟，已被朱友贞杀害）的王妃石氏入后宫，石氏不从，破口大骂不止，後唐莊宗就将石氏杀了，改问郭氏。郭氏害怕，顺服从命，但过了些日子又被皇后刘玉娘逐出。郭氏去洛阳出家为尼，取法名「誓正」。
后晋天福三年（943年），下诏太庙所藏的罪人首级皆许家属领取收葬。后梁末帝的人头遂由右卫将军安崇阮送往洛阳，交给誓正埋葬。誓正在洛阳以尼姑终老。